# Cantó de Le Loroux-Bottereau
El cantó de Le Loroux-Bottereau (bretó Kanton Lavreer-Botorel) és una divisió administrativa francesa situat al departament de Loira Atlàntic a la regió de Loira Atlàntic, però que històricament ha format part de Bretanya.

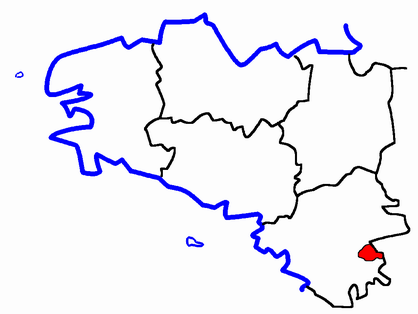
Situació del cantó

## Composició
El cantó aplega 7 comunes:
| Nom francès               | Nom bretó           | Població | km²    | Codi Postal | Codi INSEE |
| Barbechat                 | Bargazh             | 1.062    | 11,76  | 44450       | 44008      |
| La Boissière-du-Doré      | Beuzid-an-Doured    | 672      | 9,41   | 44430       | 44016      |
| La Chapelle-Basse-Mer     | Chapel-Baz-Meur     | 4.272    | 22,14  | 44450       | 44029      |
| La Remaudière             | Kerravaot           | 814      | 12,98  | 44430       | 44141      |
| Le Landreau               | Lannerell           | 2.140    | 23,98  | 44430       | 44079      |
| Le Loroux-Bottereau       | Lavreer-an-Botorel  | 4.939    | 45,31  | 44430       | 44084      |
| Saint-Julien-de-Concelles | Sant-Juluan-Kankell | 6.260    | 31,74  | 44450       | 44169      |
| Cantó                     | Lavreer-an-Botorel  | 20.159   | 157,32 | -           | 4417       |

## Història
| Data d'elecció                           | Identitat   | Partit        | Qualitat |
| ---------------------------------------- | ----------- | ------------- | -------- |
| 1992-                                    | Roger Jamin | Divers droite |          |
| les dades anteriors no són pas conegudes |             |               |          |
|                                          |             |               |          |